# Ballyvaughan Church

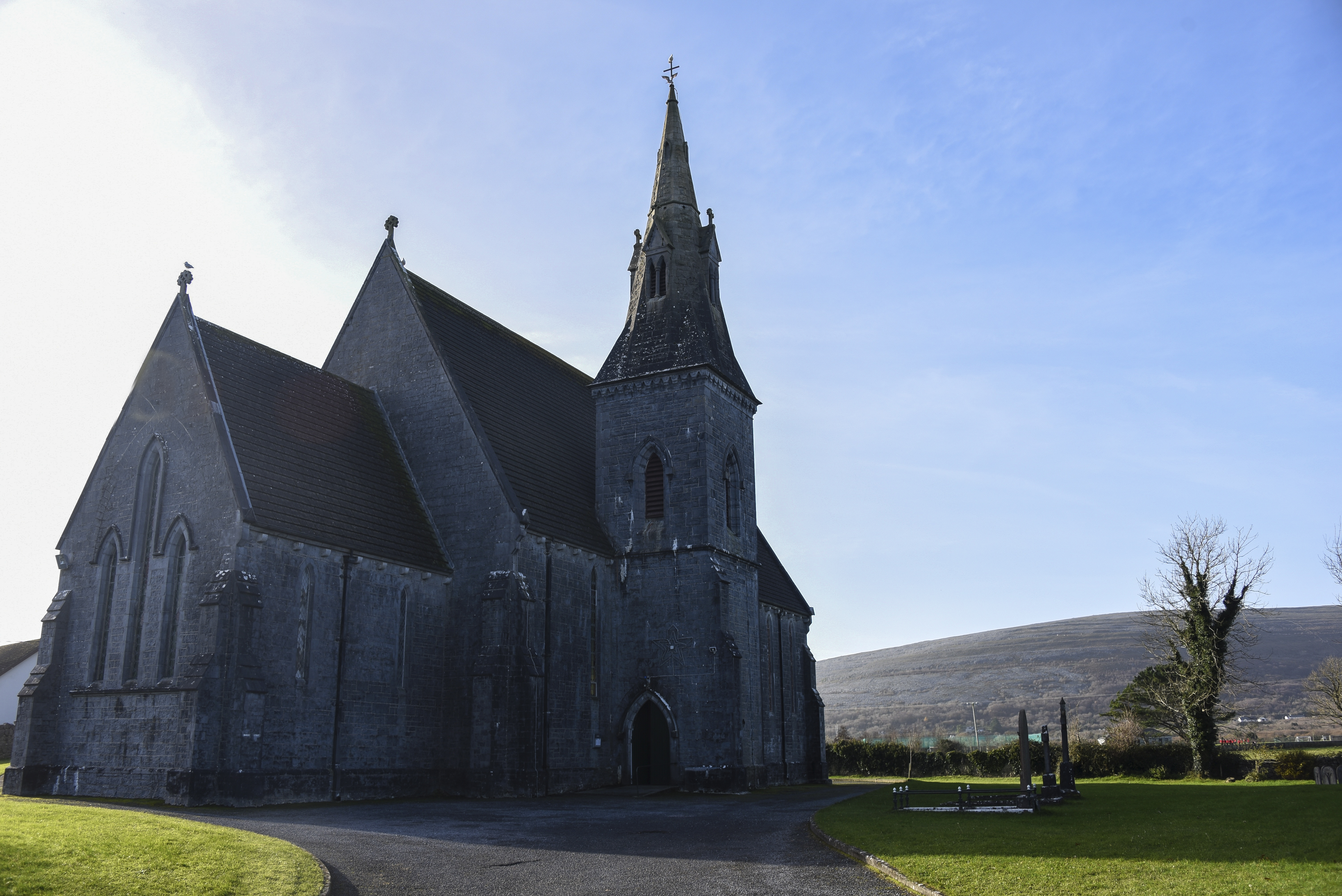
Ballyvaughan Catholic Church

De Ballyvaughan Church is een kerkgebouw in de Ierse plaats Ballyvaughan in County Clare. De kerk is toegewijd aan Johannes de Doper.

## Bouwgeschiedenis
De eerste steen werd in 1858 door bisschop Fallon gelegd. De kerk werd zowel in 1862 als in 1863 vernield. Geldinzameling zorgde ervoor dat ze in 1866 werd heropgebouwd. Haar architectuur is gotisch. Het marmeren altaar stamt uit 1938. Een grote renovatie van het kerkschip, dak en kerktoren gebeurde in 1942. In 1985 werd het dak vervangen.

## Galerij

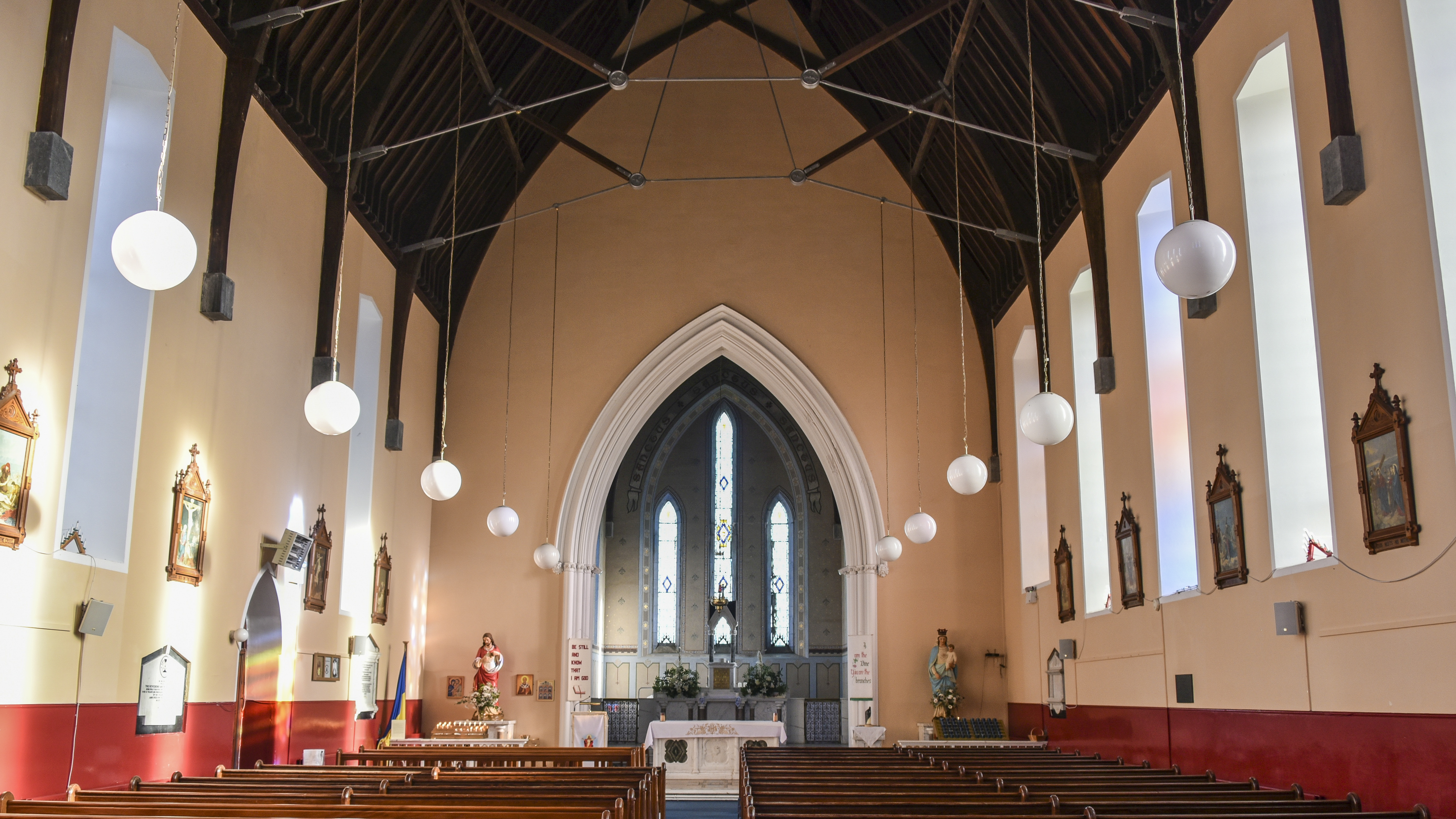
Kerkschip
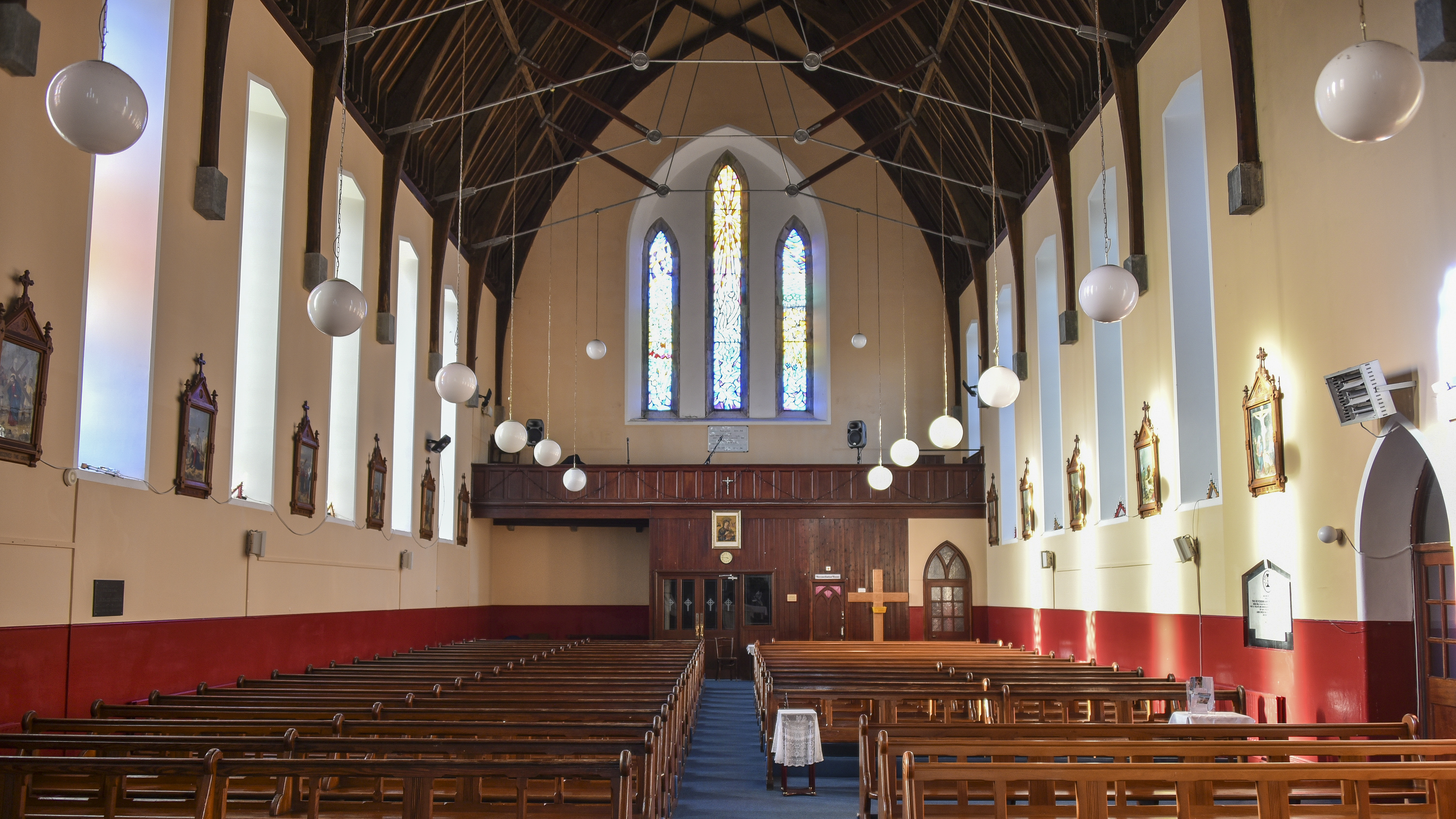
Achterzijde kerkschip